# Zamek w Osowcach
Zamek w Osowcach – wybudowany w XV w. na miejscu klasztoru oo. dominikanów. Obiekt o charakterze obronnym. Według legendy połączony podziemnym tunelem ze zamkiem w Bobulińcach; zniszczony.
Na miejscu zamku został wybudowany  dwór przez rodzinę Stawińskich. Do budowy wykorzystano materiał z zamku.